# José Clemente Pereira
José Clemente Pereira, conhecido como José Pequeno (Ade, Castelo Mendo, Portugal, 17 de fevereiro de 1787 — Rio de Janeiro, 10 de março de 1854), foi um magistrado e político luso-brasileiro de alta relevância para o Império Brasileiro, além de ter sido um participante ativo da Ordem Maçônica.
No tempo das invasões dos franceses em Portugal, José Clemente alistou-se no batalhão acadêmico que se organizou no país e que foi comandado por José Bonifácio de Andrada e Silva. No exército, foi elevado ao posto de capitão e comandante de uma das guerrilhas que mais dano causou às forças francesas. De Portugal, passou a atacar os franceses na Espanha, fazendo parte do famoso exército anglo-luso que tanto ajudou na primeira queda do Império, obrigando-os a evacuar a Península.
Permaneceu no exército português por muito tempo, de onde viu a abdicação de Fontainebleau. A consequente paz universal tornou inútil o uso da força. Assim sendo, José Clemente deixa a Europa em 1815 e veio ao Brasil começar uma nova carreira. Desconhecido por aqui, viu-se obrigado a recorrer à advocacia para viver, e assim passou até 1819.
Liderou as manifestações populares do Dia do Fico. Foi Deputado Geral, Ministro dos Estrangeiros, Ministro da Justiça, Ministro da Guerra, Conselheiro de Estado, Ministro da Fazenda e Senador do Império do Brasil de 1842 a 1854. Foi provedor da Santa Casa de Misericórdia e sua viúva foi agraciada com o título de condessa da Piedade.

## Biografia
Era filho de José Gonçalves e Maria Pereira. Teve um filho chamado Hortêncio Clemente Rocha e um de seus netos se chamava José Clemente Neto, que em sua vida adulta foi funcionário da Prefeitura do Município de São Paulo.
Sua educação literária foi feita por seu tio, um sacerdote, que o habilitou aos preparatórios necessários para matricular-se na Universidade de Coimbra, onde obteve o grau em Direito e Cânones.
Após sua graduação, alistou-se e combateu os franceses em Portugal, onde ascendeu postos até servir no exército Anglo-Lusitano que enfrentou os franceses na Espanha, sob a liderança do Duque de Wellington.
Em 1815, veio para o Brasil, onde estava a Corte Portuguesa. Foi nomeado juiz de fora da Vila Real da Praia Grande (atual cidade de Niterói) em 1819.
Foi Senador pela Província do Pará, Conselheiro de Estado, pertenceu ao Conselho do Imperador, foi membro do Instituto Histórico e Geográfico Brasileiro, da Sociedade Auxiliadora da Indústria Nacional, da Sociedade Amante da Instrução e do Conservatório Dramático.
Como Juiz de Fora, fundou a Vila da Praia Grande, hoje a cidade de Niterói. Foi Presidente do Senado da Câmara. Veio para o Brasil, onde iniciou a carreira política, tendo sido Ministro da Justiça e, por duas vezes, Ministro da Guerra. Em 1828, o Imperador chamou-o para o Ministério do Império, e, por dois dias apenas, foi titular da Fazenda, onde realizou o Código Comercial do Império do Brasil.

## Participação na Independência do Brasil

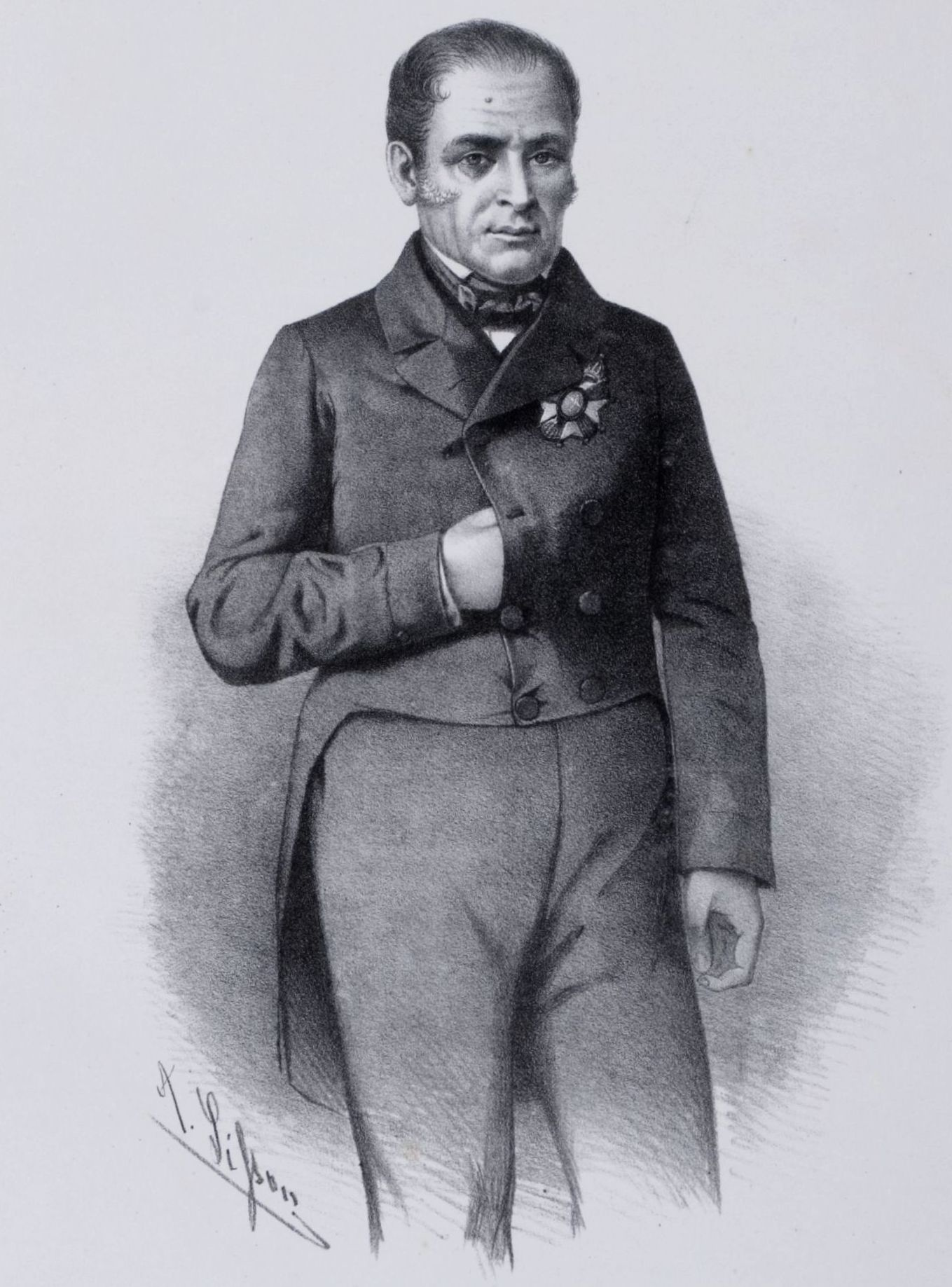
José Clemente Pereira.

Foi eleito presidente da Câmara Municipal, da qual recebeu, assinado por seus colegas, um documento em que se manifesta admiração e reconhecimento à sua pessoa pela oposição aos oficiais portugueses no dia 5 de junho, que, armados no largo do Rocio, queriam que se jurasse a Constituição Portuguesa com o regresso de D. Pedro a Portugal.
Foi eleito para o Senado da Câmara e aliou-se a Joaquim Gonçalves Ledo nas campanhas pela independência, sendo ameaçado e perseguido. Aconselhou e, assim, impediu que o príncipe regente do Brasil, D. Pedro, jurasse a Constituição elaborada pelas Cortes de Portugal.
Os maçons, capitaneados por Joaquim Gonçalves Ledo e José Clemente Pereira, então presidente do Senado da Câmara do Rio de Janeiro, se movimentaram para dissuadir D. Pedro do cumprimento das ordens das Cortes Portuguesas, que solicitaram o retorno dele à Europa em 1821. Inclinado a respeitar as diretrizes das Cortes, o príncipe regente foi convencido pelo movimento de Ledo e Pereira, que conseguiram a adesão de representantes de Rio de Janeiro, Minas Gerais, São Paulo e Bahia ao pedido para que não deixasse o Brasil, levando ao Dia do Fico, em 9 de janeiro de 1822. Em 13 de maio, a Maçonaria concedeu a dom Pedro o título de “Protetor e Defensor Perpétuo do Reino Unido do Brasil”, o qual o príncipe declinou parcialmente, aceitando apenas o de “Defensor Perpétuo”.
Liderou a grande manifestação popular do Dia do Fico, que pediu a permanência do príncipe regente no Brasil. O texto da declaração que pedia a permanência de Pedro, a chamada "Petição do Fico", foi escrito pelo frei Francisco de Sampaio e entregue por José Clemente Pereira ao príncipe regente do Brasil, D. Pedro.
A Independência do Brasil foi promulgada em 12 de outubro de 1822 (a declaração da independência aconteceu em 7 de setembro de 1822). Depois de ser proclamado imperador, D. Pedro I resolveu afastar os que pediam uma monarquia mais democrática. Entre os distanciados, estava José Clemente Pereira, que foi acusado de ser anarquista e demagogo e, após rápido julgamento, acabou exilado. Mesmo destino de Gonçalves Ledo.
Em 1824, depois de dois anos de exílio, retornou ao Rio de Janeiro.

## Cargos Políticos
Foi eleito Intendente-Geral e depois Deputado à Assembléia-Geral por Minas Gerais, São Paulo e quatro vezes pelo Rio de Janeiro. Foi Senador por Alagoas (uma vez), Rio de Janeiro (duas vezes) e Pará (uma vez). Chegou a ser nomeado comandante do Exército. Ocupou diversos cargos públicos importantes no Primeiro Reinado do mesmo Imperador que o exilara: Ministro do Império, ao mesmo tempo da Fazenda, da Justiça, dos Estrangeiros e da Guerra.
Como Ministro do Império, referendou algumas das primeiras leis de organização política do Brasil, como a lei de criação do Supremo Tribunal de Justiça.
Exerceu mandatos de Deputado geral - 1826 a 1829; 1830 a 1833; 1838 a 1841 e de Senador - 1842 a 1854.
Foi ministro da Guerra e da Marinha no Segundo Reinado e Conselheiro de Estado.
José Clemente reformou a Repartição dos Correios e inaugurou a primeira exposição anual de pintura, sediada na Academia Nacional de Belas Artes. Quando era Ministro da Guerra, realizou diversos movimentos que consolidaram as forças de terra. Já em seu mandato como Ministro da Justiça, sancionou o Código Criminal de 1830 e o Código Comercial de 1850. Além disso, fundou o atual Hospício Nacional de Alienados, com obras finalizadas em 1852.
No Rio de Janeiro, tomou medidas majoritariamente voltadas à infraestrutura, como o encanamento das águas da Lagoinha e das Paineiras, a construção dos chafarizes das Laranjeiras, do Cosme Velho e de São Cristovão, além de diversas melhorias nos bairros do Catete e do Maracanã.

## Atividades Filantrópicas
Em 1838 assumiu a Provedoria da Santa Casa de Misericórdia, cargo que exerceu até sua morte.
Foi o responsável pelas grandes transformações do espaço interno e na especialização de funções desta instituição, sendo o mentor e o operacionalizador do projeto de integração do hospital ao processo civilizatório do Império, auxiliado pelas Irmãs de Caridade e pelos médicos. A visibilidade do poder do Provedor ocorria através da Irmã Superiora, que eram quem determinava o controle e a fiscalização sobre o que ocorria na Santa Casa. Os enfermeiros tinham obediência e submissão às ordens das Irmãs de Caridade e dos médicos, havendo pouca ou nenhuma resistência ao poder. A configuração de espaços no ambiente hospitalar consolidou tais ideais de hierarquia, sendo base para a atual prática de enfermagem, que também prioriza os ideais de fraternidade e altruísmo no cuidado aos doentes. O Regimento Provisório do Novo Hospital possibilitou ás Irmãs de Caridade tornarem-se agentes disciplinadoras.
Uma das primeiras medidas de José Clemente foi terminar com os sepultamentos que se faziam no interior ou no adro da igreja da irmandade. Com a aprovação da Real Academia de Medicina da Corte, o campo santo da irmandade foi transferido para a chamada Ponta do Calafate ou do Caju, onde começou a funcionar em 2 de julho de 1839. A seguir, alterou a arquitetura interna do hospital, que não havia condições de higiene. Solicitou auxílio da Academia Imperial de Medicina e nomeou uma comissão de engenheiros. Enquanto começava a construção de um novo hospital, o antigo foi reformado. Uma das medidas principais foi a criação de enfermarias separadas para as doenças contagiosas.
A Casa dos Expostos (órfãos abandonados) passou a ter uma administração distinta da Santa Casa de Misericórdia. Os expostos doentes passaram a ser hospedados separados dos sadios e foi instituída a alimentação artificial. Posteriormente, a Casa dos Expostos foi mudada para um local próprio no mesmo Largo da Misericórdia. O Recolhimento das Órfãs também teve melhorias e mais tarde foi distribuído pela cidade.
O tratamento dos loucos até então era mais um caso de prisão do que de hospital. A Santa Casa era obrigada a guardar em suas enfermarias os doentes mentais, ou trancafia-los. Experimentaram colocar algumas mulheres num pavilhão anexo à lavanderia geral, que construíra na Chácara do Vigário Geral, do Caminho das Fortalezas da Praia Vermelha. José Clemente Pereira julgava inadequado o sistema de reclusão da Santa Casa, que ele achava ser impossível de curar uma mente enferma. Ele, então, fez uma campanha pública para criação do primeiro hospício de alienados a funcionar no Brasil. O imperador D. Pedro II contribuiu com parte da verba e a população com o restante. Em 24 de agosto de 1841, foi lido o decreto imperial autorizando a criação da instituição, futuramente conhecida como Hospício Pedro II.

### Hospício Pedro II
O Decreto de 82, de 18 de agosto de 1841, dizia: “Hei por bem fundar um hospital destinado privativamente para o tratamento de alienados, com a denominação de Hospício Pedro II. A iniciativa é governamental em sua origem, emana da Coroa e deverá permanecer como estípula o documento princeps “debaixo de minha imperial proteção”, embora seja prevista sua anexação ao “Hospital da Santa Casa de Misericórdia desta Corte”. José Clemente Pereira, nesta época, também detinha as funções de Ministro de Estado.
A área do Hospício Pedro II resultou da integração de dez frações de terrenos:
- 1 - Escritura das casas e benfeitorias de Isabel Cokrane Birne;
- 2 - Sentença de adjudicação das benfeitorias do terreno e casa de D. Teodora da Silva de 1 de abril de 1842;
- 3 - Benfeitorias da chácara de Maria Luiza da Silveira, em 19 de agosto de 1842;
- 4 - Translado de compra de dois terrenos com benfeitorias de Hugh Hutton e sua mulher;
- 5 - Chácara dos Expostos, vendida e transpassada à administração do Hospício Pedro II;
- 6 - Chácara da Capela de D. Jacinta Rosa de Castro;
- 7 - trinta e duas braças de terra na Estrada da Fortaleza da Praia Vermelha, de Luis Carlos de Souza e sua mulher;
- 8/9 - Terça parte de uma casa e benfeitorias da chácara da Azinhaga, de Antônio Marques Lameira e sua mulher;
- 10 - Pequena chácara da rua de Copacabana, de D. Norberta do Espírito Santo.[7]

A planta-base do Hospício é de Domingos Monteiro, com o formato de um grande retângulo, enquadrando quatro grandes pátios internos, separados por um corpo central da construção que distancia as alas masculinas e femininas do asilo. No bloco central havia a entrada única. Nesse corpo central, no andar superior, há a Capela, e sob ela, no inferior, a farmácia.
Na instalação do asilo, houve altos investimentos no seu embelezamento. Encomendaram, ao artista alemão Pettrich, sete estátuas de mármore: a da Ciência, a da Caridade, a do Imperador, a de José Clemente Pereira (com o balandrau e a vara do provedor), a de São Pedro de Alcântara, padroeiro do Império, do país e da capela central, e as de Pinel e de Esquirol, os mestres da psiquiatria francesa, que foram, durante todo o século XIX, a inspiração da medicina do espírito no Brasil.
A construção do Hospício se iniciou em 2 de novembro de 1842, com inauguração em 8 de dezembro de 1852, já com 144 pacientes hospitalizados sob os cuidados dos Drs. José Antonio Pereira das Neves e Lallemont.
Havia grades, celas de isolamento, quartos fortes, mas também existiam traços de tratamento ocupacional, com instrumentos de música, oficinas para trabalhos manuais e pátios arborizados com claridade.
Quanto ao custo da obra, as primeiras parcelas provieram de uma subscrição agenciada pela comissão da praça do comércio, que rendera 6.500$000 de uma entrega e de um montante do Provedor da Santa Casa, José Clemente Pereira, no valor de 2:560$000. Em 26 de janeiro de 1844, José Clemente Pereira comunicou à Mesa da sua instituição que o Imperador mandará juntar 67:755$800, dinheiro apurado por uma subscrição feita por ocasião de seu casamento. Até 19 de julho de 1850, incluídos os lucros de duas loterias, concedidas pela assembleia provincial do Rio de Janeiro, as doações juntavam 567:044$213. Até 1882, haviam sido gastos, na edificação do asilo, 2.672.424$689. Muito se falou no “imposto da vaidade”, que consistia em doações generosas que eram recompensadas em títulos nobiliárquicos, mas não há confirmação fidedigna sobre esse fato.
Porém, o decreto 162 A de 11 de janeiro de 1980, inspirado pelo Ministro Aristides Lobo, determinava a “desanexação” do Hospício e de suas colônias, bem como a reversão do patrimônio a eles pertencentes. Saíram as irmãs de Caridade e as suas agregadas, que exerciam grande parte dos serviços de administração e enfermagem. Uma crise gigantesca surgia, que só viria a ser solucionada alguns anos após, quando J.J. Seabra chama, aconselhado por Afrânio Peixoto, um professor substituto da Faculdade de Medicina da Bahia de Alienados para reformar a assistência aos doentes mentais, com a criação da primeira lei brasileira relativa ao problema. Juliano Moreira foi o reformador do Hospício Pedro II. Entre 1944, quando os doentes foram tangidos para o Engenho de Dentro, e 1948 quando se iniciaram as obras para sua recuperação, o casarão da Praia da saudade ficou vazio.

## Títulos e Comendas
Recebeu do imperador D. Pedro II o título de desembargador e de dignitário da Imperial Ordem do Cruzeiro e da Imperial Ordem da Rosa.
Em 1828, ocupou dois cargos públicos: Ministro da Justiça (Precedido por Lúcio Soares Teixeira de Gouveia - Sucedido por José Bernardino Batista Pereira de Almeida) e Ministro da Fazenda (Precedido por Miguel Calmon du Pin e Almeida - Sucedido por José Bernardino Batista Pereira de Almeida) do Brasil. Foi também Ministro dos Negócios do Império do Brasil e Administrador do Rio de Janeiro (Precedido por Pedro de Araújo Lima - Sucedido por José Joaquim Carneiro de Campos) entre 1828 e 1829. Em 1841, alcançou dois outros postos: Ministro da Marinha (Precedido por Francisco Vilela Barbosa - Sucedido pelo mesmo Francisco Vilela Barbosa), que durou até 1842, e Ministro da Guerra (Precedido por Francisco de Paula Cavalcanti de Albuquerque - Sucedido por Jerônimo Francisco Coelho) até 1844.
Era um dos membros da Trindade Maçônica Brasileira, juntamente com José Bonifácio e Gonçalves Ledo.
Alguns dias após sua morte, sua viúva foi agraciada com o título de Condessa da Piedade, uma homenagem póstuma aos serviços prestados por José Clemente Pereira como Provedor da Santa Casa de Misericórdia e criador do Hospício Pedro II.

## Obras Jurídicas
Além de ter sido juiz de fora de Niterói, atuou como advogado e foi presidente do Tribunal do Comércio.
Criou a Lei de Responsabilidade dos Ministros de Estado (1827) e colaborou na redação do primeiro Código Criminal (1827) e do primeiro Código Comercial (1850) brasileiros. Escreveu vários textos jurídicos, entre os quais o "Projeto do Código comercial do Império", "Defesa  Oferecida aos Representantes da Nação em 10 de junho de 1831", "Projeto do Código Criminal do Império" e a "Representação ao Senhor D. Pedro I no Dia de sua Aclamação, em Nome do Povo do Rio de Janeiro" (1822).
Em 1821, a elaboração da Constituição em Lisboa, celebrada no Brasil, causou uma revolta no País, que considerou a constituinte contrária aos interesses nacionais. O auge desse conflito se deu com a partida dos representantes brasileiros das terras lusitanas, o que acendeu uma fagulha de recolonização nos portugueses. Em abril desse mesmo ano, D. João VI retornou a Portugal como requerido pela Corte Real, mas não seu filho, D. Pedro, que permaneceu no País para manter o poder na região. Aqui surge a figura jurídica e influenciadora de José Clemente Pereira. Nesta época, Clemente era presidente da Câmara e participou ativamente das articulações que fizeram com que D. Pedro permanecesse no País, conclamando o famoso Dia do Fico, em 9 de janeiro de 1822. A construção dessa data se deu a partir da aliança estratégica de diversos setores, sendo o momento fundamental da monarquia constitucional no Brasil, com ativação primordial e essencial de José Clemente Pereira.

## Homenagens
- A Rua José Clemente, no centro da cidade de Niterói, carrega esse nome em sua homenagem. Entretanto, desde 1840 essa mesma rua carregava uma honraria para José Clemente Pereira, quando carregava o nome de Rua São José pelos serviços prestados por ele em seu cargo de juiz de fora de Niterói.[3]
- Clemente Pereira faleceu, repentinamente, em 10 de Março de 1854, vítima de uma congestão cerebral. Seguindo a tradição da época, ocorreu uma procissão do Senhor dos Passos. Foi enterrado no Cemitério de S. Francisco Xavier, na avenida de seu nome. Seu corpo reside em um mausoléu providenciado pela Irmandade da Santa Casa em sua memória. Numa das faces do mausoléu há, em latim, o seguinte fragmento de Frei Camilo de Monserrate:   " A José Clemente Pereira, varão ilustre entre seus concidadãos por seu piedoso zelo para com os infelizes, a Irmandade da Santa Casa de Misericórdia levantou no dia 2 de Novembro de 1858 a estatua da Piedade, símbolo de sua vida. Tendo conseguido erigir dois magníficos hospitais, faleceu no Rio de Janeiro no dia 10 de Março de 1854, na idade de 67 anos".[1]